# هنريك بيليسياك
هنريك بيليسياك (بالبولندية: Henryk Pielesiak)‏ (9 أغسطس 1955 – 25 أكتوبر 2005) هو ملاكم بولندي راحل، مثّل بلاده في الألعاب الأولمبية الصيفية 1980.

## روابط خارجية
هنريك بيليسياك على موقع أوليمبيديا (الإنجليزية)
- هنريك بيليسياك على موقع اللجنة الأولمبية البولندية (مؤرشف) (البولندية)